# 化龙镇 (广州市)
化龙镇，是中华人民共和国广东省广州市番禺区下辖的一个乡镇级行政单位。

## 得名由来
南宋末，黄粤南从新会来此定居，其子黄龙于村南建龙山寺，自任主持；黄龙故后，乡人传说他“化龙归天”，故名化龙。

## 交通
远期规划地铁8号线东延段化龙站。目前距离最近的地铁站为地铁4号线新造站，有公交专门接驳。京珠高速广澳高速以及于2015年底通车的广州市新化快速路大学城～化龙立交段均能从珠三角各地快速抵达化龙。

## 经济
化龙是全省著名的花卉种植研发基地，以及番禺手袋制造加工龙头镇，以上两项产业均在国内外享誉盛名，同时为全镇最主要的经济收益。

## 行政区划
化龙镇下辖
2个居民委会：化龙社区、盛龙社区。
13个村民委员会:
东南村、塘头村、水门村、柏堂村、沙亭村、莘汀村、草堂村、明经村、复甦村、潭山村、西山村、眉山村、山门村